# マンフラ
マンフラ（仏：Manfra）はフランス語オリジナルで描かれた日本風漫画。フランガ (Franga)とも呼ばれ、双方とも"Manga"(漫画)と"France"(フランス)の2語を組み合わせたかばん語である。

## 概要
フランス語圏の国には元々、バンド・デシネという固有のスタイルを持った漫画の伝統があったのだが、フランス語に翻訳された日本の漫画 (fr:Manga)が若年者の読者を多く獲得したことにより、フランス人によるフランス語オリジナルの日本風漫画が出版されるようになっている。作品例として、『Pink Diary』という作品は登場人物が日本人で日本の高校を舞台としている。また、日本漫画同様に少年向け (fr:Shōnen) 、少女向け (fr:Shōjo) のジャンルも形成されている。
フランスの漫画界においてマンフラは主流ではないものの、いくつかの出版社から作品が出版されている。

## 特徴
日本の漫画からの影響を受けて生み出されたものであるため、以下の点において日本の漫画に近いスタイルをとっている。
- キャラクターの造形(登場人物のデフォルメなど)
- 書き文字(効果音を表す音喩など)や効果線の使用
- ページごとのコマ割りのレイアウト

## マンフラに分類される作品
フランス語記事を参照。